# Euphyia cataphaea
Euphyia cataphaea är en fjärilsart som beskrevs av Edward Meyrick 1891. Euphyia cataphaea ingår i släktet Euphyia och familjen mätare. Inga underarter finns listade i Catalogue of Life.